# Le Sang (film, 1989)
Pour plus de détails, voir Fiche technique et Distribution.
Le Sang (O Sangue) est un film portugais réalisé par Pedro Costa, sorti en 1989.

## Synopsis
Banlieue de Lisbonne, entre Noël et le Jour de l'an. Deux frères ayant grandi trop vite, Vicente (17 ans) et Nino (10 ans), partagent avec la sensuelle Clara, employée à l'école, le secret de la disparition de leur père. Leur oncle kidnappe Nino.

## Fiche technique
- Titre original : O Sangue
- Titre français : Le Sang
- Réalisation : Pedro Costa
- Scénario : Pedro Costa
- Photographie : Acácio de Almeida, Elso Roque, Martin Schäfer
- Musique : Igor Stravinsky, Heino Eller, António Pinho Vargas, Matt Johnson
- Sociétés de production : Fondation Calouste-Gulbenkian, Tropico Filmes, IPC, RTP
- Pays d'origine :  Portugal
- Format : Noir et blanc — 35 mm — 1,66:1
- Genre : drame
- Durée : 95 minutes
- Dates de sortie :
  - Mostra de Venise : 6 septembre 1989
  - Portugal : 7 décembre 1990
  - France : 12 janvier 2000

## Distribution
- Pedro Hestnes : Vicente
- Inês de Medeiros : Clara
- Nuno Ferreira : Nino
- Luís Miguel Cintra : l'oncle
- Canto e Castro : le père
- Isabel de Castro : la femme

## Critiques
Libération parle du « sentiment de violence qui fait toute la force du film », de sa « grâce punk », de « sa splendeur et sa rage ».
Télérama souligne la poésie de la photographie d'Acácio de Almeida, Elso Roque et Martin Schäfer, « en beaucoup de noir et un peu de blanc » : « ces images [...] sont irriguées par un sang d'encre, une eau noire, un désir maladif de faire des images comme on n'en fait plus, comme on en faisait encore du temps de Cocteau, ou de Franju, ou de La Nuit du chasseur ».
Le Monde évoque « la constellation primitive des mondes auxquels renvoie [le film], depuis l'univers du conte jusqu'à la mystique chrétienne, en passant évidemment par une histoire du cinéma où se rencontreraient L'Aurore, de Murnau, Changer de vie, de Paulo Rocha et Les Amants de la nuit, de Nicholas Ray ».
Les Inrockuptibles, qui parlent aussi d'un « conte enfantin immergé dans une matérialité primitive », sont dithyrambiques : « à la fois primitif et moderne, lyrique et retenu, irréductible aux références ou aux clichés, Le Sang est une splendeur absolue, une œuvre d'une beauté à couper le souffle ».